# Storie di san Benedetto di Monte Oliveto Maggiore

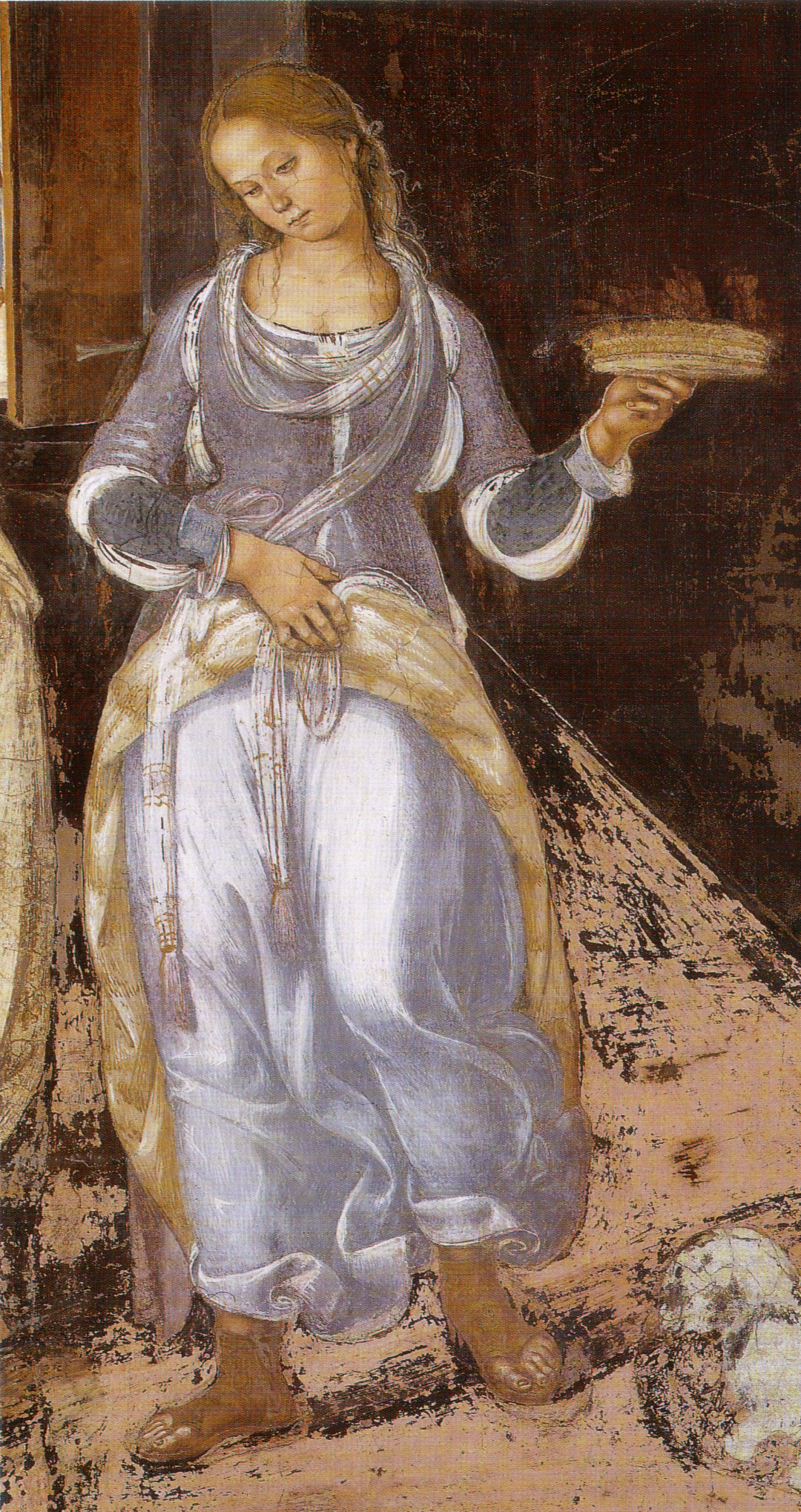
Luca Signorelli, dettaglio di San Benedetto rimprovera due monaci che hanno violato la Regola

La Storie di san Benedetto di Monte Oliveto Maggiore sono un ciclo di affreschi nel chiostro Grande dell'Abbazia di Monte Oliveto Maggiore (comune di Asciano, provincia di Siena), realizzati da Luca Signorelli (otto lunette), che vi lavorò dal 1497 al 1498, e dal Sodoma, che completò il ciclo dopo il 1505 con le ventisei lunette mancanti.

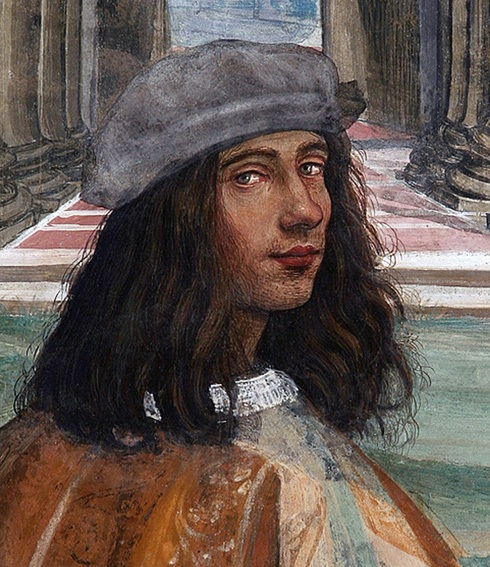
Autoritratto del Sodoma in un dettaglio da uno degli affreschi delle Storie di san Benedetto di Monte Oliveto Maggiore

Una (Benedetto manda Mauro in Francia e Placido in Sicilia) venne ridipinta dal Riccio.
Si tratta di una delle più complete descrizioni della vita di san Benedetto, ben trentacinque scene, che si basano sul racconto di san Gregorio Magno.

## Storia
Il ciclo venne commissionato dall'abate e generale degli Olivetani fra Domenico Airoldi al Signorelli, che vi lavorò con la bottega dal 1497 al 1498; chiamato alla più prestigiosa commissione della Cappella di San Brizio nel Duomo di Orvieto, abbandonò l'opera, che venne poi completata dal Sodoma dal 1505, chiamato ancora dall'Airoldi che nel frattempo era stato rieletto superiore del monastero.
Un recente restauro dell'Opificio delle Pietre Dure ha ripristinato la biacca ossidata, dimostrando come la tonalità scura degli affreschi fosse dovuta allo stato conservativo e non alla volontà degli artisti coinvolti. Si sono così riscoperte scene più serene e meno drammatiche rispetto a quello che si era abituati a vedere.

## Schema degli affreschi
Le scene vanno lette dalla porta d'ingresso orientale della chiesa, andando verso destra.

### Lato est
Gli affreschi del lato est sono del Sodoma.
| Immagine | Ordine di disposizione | Scena                                                                             | Descrizione |
| -------- | ---------------------- | --------------------------------------------------------------------------------- | --- |
|          | 01                     | Come Benedetto lascia la casa paterna e recasi a studio a Roma                    | Sulla sfondo si nota una rappresentazione di Norcia nella cui piazza si scorge un impiccato. Sulla parte destra dell'affresco sono presenti due asini, uno dei quali ha solo le zampe posteriori. |
|          | 02                     | Come Benedetto abbandona la scuola di Roma                                        | La scuola è inserita in un portico, mentre sulla sinistra è raffigurata una veduta di Castel Sant'Angelo e il fiume Tevere. |
|          | 03                     | Come Benedetto risalda lo capistero che si era rotto                              | San Benedetto ottiene che il capisterio (un vaso in legno) caduto alla nutrice si ripari: sulla destra un gruppo di persone ammira l'oggetto rinsaldato e appeso ad una colonna. Nel gruppo di persone il pittore ha ripreso i propri familiari e dipinto se stesso di fronte a loro in abito da cavaliere. |
|          | 04                     | Come Romano monaco da lo abito eremitico a Benedetto                              | Sullo sfondo la città di Subiaco; le lesene sono ricche di grottesche. |
|          | 05                     | Come lo dimonio rompe la campanella                                               | Il monachesimo eremitico si svolgeva in completo isolamento e solo suonando una campanella i monaci ricevevano, quando avevano bisogno, cibo da altri monaci o da laici. San Benedetto qui è in preghiera di fronte a una grotta mentre in alto un monaco cala un vaso con del cibo; la fune ha attaccata una campanella che durante la discesa suona ma il demonio con un sasso la rompe, in modo che il monaco non possa più chiedere cibo a meno di rompere il voto di monaco. Molto bello il paesaggio. |
|          | 06                     | Come uno prete ispirato da Dio porta da mangiare a Benedetto nel giorno di Pasqua | Cristo appare a un prete e gli ordina di portare a san Benedetto una parte del cibo. Sulla sinistra l'epilogo della storia con il santo seduto alla mensa con volto aperto al ringraziamento. |
|          | 07                     | Come Benedetto ammaestra nella santa dottrina i contadini che lo visitavano       | Notevoli le diverse espressioni dei volti |
|          | 08                     | Come Benedetto tentato d'impurità supera la tentazione                            | In alto la lotta tra l'angelo buono e lo spirito del male; il santo sfugge alle tentazioni gettandosi nudo nel roveto. Notevole il paesaggio circostante |
|          | 09                     | Come Benedetto ai prieghi di alcuni eremiti consente di essere loro capo          | Benedetto matura l'idea di un monachesimo comunitario, diverso dall'isolamento eremitico. |
|          | 10                     | Come Benedetto spezza col segno della croce uno bicchiere avvelenato              | Gli stessi eremiti della scemna precedente, stanchi della rigida disciplina imposta da Benedetto, cercando di eliminarlo. Sullo sfondo e dietro le spalle di san Benedetto si vedono i monaci durante la preparazione della bevanda. |
|          | 11                     | Come Benedetto compie l'edificazione di dodici monasteri                          | |

### Lato sud
Gli affreschi del lato sud sono del Sodoma.
| Immagine | Ordine di disposizione | Scena                                                                                | Descrizione |
| -------- | ---------------------- | ------------------------------------------------------------------------------------ | --- |
|          | 12                     | Come Benedetto riceve li due giovanetti romani Mauro e Placido                       | Notevole la monumentalità del gruppo principale di Benedetto e quello dei cavalieri e degli armati tra i quali spicca un magnifico cavallo; Nello sfondo monumenti di Roma e il ritratto del Signorelli e di altri pittori suoi contemporanei                                 |
|          | 13                     | Come Benedetto libera uno monaco indemoniato percuotendolo                           | |
|          | 14                     | Come Benedetto pregato dai monaci produce l'acqua dalla cima di un monte             | |
|          | 15                     | Come Benedetto fa tornare nel manico uno roncone che era caduto nel fondo di un lago | Notevole la campagna raffigurata |
|          | 16                     | Come Mauro mandato a salvare Placido cammina sopra l'acqua                           | San Benedetto seduto ordina a Mauro di soccorrere Placido caduto nel fiume; sulla destra la scena miracolosa e sullo sfondo un bel paesaggio |
|          | 17                     | Come Benedetto converte in serpe un fiasco di vino nascostogli da un garzone         | I due tempi della vicenda sono riprodotti in due parti ai lati della porta |
|          | 18                     | Come Florenzo tenta di avvelenare Benedetto                                          | |
|          | 19                     | Come Florenzo manda male femmine al monastero                                        | Lo sfondo presenta un magnifico scenario architettonico e la scena presenta le persone divise in due gruppi: a destra le giovani donne, alcune danzanti e sulla sinistra i monaci con san Benedetto. Forse il miglior affresco del gruppo, con notevoli influssi leonardeschi |

### Lato ovest
Gli affreschi del lato ovest sono del Signorelli, tranne il primo (Benedetto manda Mauro in Francia e Placido in Sicilia), dipinto nel 1534 da Bartolomeo Neroni detto il Riccio, e l'ultimo (Come Benedetto predice la distruzione di Montecassino), del Sodoma. Delle otto scene solo due paiono interamente autografe: San Benedetto rimprovera due monaci che avevano violato la Regola mangiando in una locanda e San Benedetto incontra re Totila e gli dà il benvenuto.
| Immagine | Ordine di disposizione | Scena                                                                              | Descrizione |
| -------- | ---------------------- | ---------------------------------------------------------------------------------- | --- |
|          | 20                     | Come Benedetto manda Mauro in Francia e Placido in Sicilia                         | L'affresco è opera del Riccio e rappresenta al centro San Benedetto e, accanto, è la figura di un gentiluomo che gli abiti eleganti, il tipo di copricapo, il collare che richiama il Toson d'Oro fanno riconoscere in un probabile ritratto di Carlo V. L'affresco è uno di quelli realizzati in vista della visita del sovrano che avvenne nel 1536, come si evince da un'iscrizione sulla destra che ricorda la vista compiuta all'abbazia. |
|          | 21                     | Come Dio punisce Florenzo                                                          | Un monaco narra a san Benedetto che Fiorenzo (sulla sinistra) è morto sotto le macerie della sua casa abbattuta dal demonio |
|          | 22                     | Come Benedetto evangelizza gli abitanti di Montecassino                            | Sulla destra i monaci abbattono una statua di Apollo sotto una loggia, la cui nitida architettura ricorda le prospettive di Piero della Francesca |
|          | 23                     | Come Benedetto caccia lo nimico di sopra alla pietra                               | Al centro si vedono tre monaci che dopo aver inutilmente provato a smuovere una grossa pietra ci riescono con l'aiuto del santo. Sulla sinistra altri monaci trovano un idolo mentre a destra quattro monaci stanno spegnendo un incendio fatuo |
|          | 24                     | Come Benedetto resuscita lo monacello cui era caduto lo muro addosso               | |
|          | 25                     | Come Benedetto dice alli monaci dove e quando avevano mangiato fuori dal monastero | Nella scena si vedono due monaci intenti a un pranzo in una locanda e, sullo sfondo, Benedetto che li sgrida per aver violato la Regola. Si tratta forse della scena meglio riuscita del ciclo. Nell'interno, descritto con attenzione al dato quotidiano, sono indaffarate due avvenenti domestiche, che servono ai due monaci, visibilmente soddisfatti, il loro illecito desinare. Un fanciullo avanza concentrato a non rovesciare il contenuto un recipiente colmo. Altre due donne, sullo sfondo, sono occupate nelle loro faccende domestiche, come in una vera cucina italiana dell'epoca. Contro la porta socchiusa si intravede un giovane di spalle (motivo tipicamente signorelliano) ritratto in controluce. |
|          | 26                     | Come Benedetto rimprovera di violato digiuno lo fratello di Valeriano monaco       | Sulla destra si vede il giovane che ogni anno si recava digiuno a Montecassino con accanto un ignoto amico raffigurato con le corna, sciancato e sbracato a voler indicare il demonio; sulla sinistra si vedono i due intenti a mangiare; davanti san Benedetto concede loro il perdono |
|          | 27                     | Come Benedetto discopre la finzione di Totila                                      | Nella scena si vede Riggo, camuffato da Totila per ingannare Benedetto, arrivato di fronte alla figura del santo che lo invita a spogliarsi delle vesti non sue; la folla intorno composta di monaci e guerrieri esprime il suo stupore; sullo sfondo Riggo racconta la vicenda a Totila. Si tratta di una scena affollata e impostata a un gusto teatrale. |
|          | 28                     | Come Benedetto riconosce e accoglie Totila                                         | |
|          | 29                     | Come Benedetto resuscita un fanciullo                                              | Scena quasi del tutto perduta per l'ampliamento della porta di ingresso. |
|          | 30                     | Come Benedetto predice la distruzione di Montecassino                              | Il santo sulla destra è insieme a Teoprobo e qui si allude alla distruzione del 581. Si tratta di una sinopia del Sodoma |

### Lato nord
Gli affreschi del lato nord sono del Sodoma.
| Immagine | Ordine di disposizione | Scena                                                                                                   | Descrizione |
| -------- | ---------------------- | --- | --- |
|          | 31                     | Come Benedetto ottiene farina in abbondanza e ne ristora i monaci                                       | |
|          | 32                     | Come Benedetto appare a due monaci lontani e loro disegna la costruzione di uno monastero               | La scena si svolge in due fasi. Sulla sinistra il santo appare a uno dei due monaci dormienti mentre sulla destra l'opera si compie |
|          | 33                     | Come Benedetto scomunica due religiose e le assolve poi che furono morte                                | All'interno di una chiesa durante la celebrazione di una messa; alle parole del diacono: Se alcuno è scomunicato, esca, una donna vede uscire dal sepolcro due monache scomunicate da san Benedetto. Sulla destra, in piccolo, il santo riconcilia le monache |
|          | 34                     | Come Benedetto fa portare il corpo di Cristo sopra al corpo del monaco che la terra non voleva ricevere | |
|          | 35                     | Arcata vuota                                                                                            | Grottesche e decorazioni a monocromo del Sodoma |
|          | 36                     | Arcata vuota                                                                                            | Grottesche e decorazioni a monocromo della scuola del Sodoma |
|          | 37                     | Come Benedetto perdona al monaco che volendo fuggire del monastero trova uno serpente nella via         | |
|          | 38                     | Come Benedetto scioglie uno contadino che era legato solo a guardarlo                                   | |